# Morgan megye (Georgia)
Morgan megye az Amerikai Egyesült Államokban, azon belül Georgia államban található. Megyeszékhelye és legnagyobb városa Madison. Lakosainak száma 20 097 fő (2020. április 1.). Morgan megye Oconee, Jasper, Greene, Putnam, Newton és Walton megyékkel határos.

## Népesség
A megye népességének változása:
| Lakosok száma | 17 892 | 17 928 | 17 827 | 17 781 | 18 046 | 20 097 |
|               | 2010   | 2011   | 2012   | 2013   | 2015   | 2020   |